# 榆钩丝壳
榆钩丝壳（学名：Uncinula clandestina var. clandestina）是属于白粉菌目白粉菌科钩丝壳属的一种真菌，寄生在榆科植物上。该种分布于中国、日本、比利时、匈牙利、阿尔及利亚、俄罗斯、法国、波兰、罗马尼亚、英国、葡萄牙、奥地利、意大利、瑞士、德国等地。